# Miasto Donji Miholjac
Miasto Donji Miholjac (chorw. Grad Donji Miholjac) – jednostka administracyjna w Chorwacji, w żupanii osijecko-barańskiej. W 2011 roku liczyła 9491 mieszkańców.